# NESARA
NESARA je kratica za National Economic Security and Reformation Act - nabor ekonomskih reform, ki jih je v letu 1990 predlagal ameriški filozof dr. Harvey Francis Barnard ( 1941 - 2005 ).